# Paratomoxia
Paratomoxia is een geslacht van kevers uit de familie spartelkevers (Mordellidae).
Het geslacht is voor het eerst wetenschappelijk beschreven in 1950 door Ermisch.

## Soorten
Het geslacht omvat de volgende soorten:
- Paratomoxia agathae Batten, 1990
- Paratomoxia auroscutellata Ermisch, 1950
- Paratomoxia biplagiata (Ermisch, 1949)
- Paratomoxia crux (Kôno, 1928)
- Paratomoxia hieroglyphica Ermisch, 1952
- Paratomoxia maynei (Pic, 1931)
- Paratomoxia nipponica (Kôno, 1928)
- Paratomoxia pulchella (Ermisch, 1949)
- Paratomoxia scutellata (Kôno, 1928)
- Paratomoxia straeleni Ermisch, 1950
- Paratomoxia testaceiventris (Pic, 1931)